# Большой Успенский монастырь
Большо́й Успе́нский монасты́рь — одна из двух древних частей Кирилло-Белозерского монастыря, расположенного на Севере России, на берегу Сиверского озера, в черте современного города Кириллова Вологодской области.
Входит в состав Старого города. Здесь сосредоточена большая часть архитектурных памятников, экспозиций. Традиционно наиболее богатая часть монастыря.

## История монастыря
Изначально Кирилл Белозерский и Ферапонт Белозерский поселились в землянке в крутом холме, который расположен на территории нынешнего Ивановского монастыря, но когда количество монахов возросло и возникла необходимость ставить церковь её поставили на соседнем более приземистом холме. Эта церковь была предтечей сегодняшнего Успенского собора. Дальше монастырь развивался вокруг неё, лишь в 15.. году после постройки Церкви усекновения главы Иоанна Предтечи на вклад Василия III вокруг неё стал формироваться Ивановский монастырь. Территория Большого Успенского монастыря окончательно оформилась с постройкой каменных стен в конце XVI века, её основу составили кельи, окружавшие Успенский собор с группой прилегавших храмов. Ситуация с двумя примыкающими к друг другу монастырями редка, но не единична.

## Архитектура
В состав ансамбля Большого Успенского монастыря входят: главный Успенский собор (1497—1498, зодчий Прохор Ростовский), примыкающие с северной стороны к нему небольшие Владимирская церковь (1554) и церковь Епифания Кипрского (1645), с южной — придельная церковь над гробницей Кирилла Белозерского (1785 или 1792—1794), а также церковь Архангела Гавриила (1531—1534, колокольня 1757—1761 гг.), трапезная палата с Введенской церковью (1519), церковь Евфимия Великого (1653) с Большими больничными палатами (1643—1646), надвратная церковь Преображения (1595), святые ворота (1523) с надвратной церковью Иоанна Лествичника (1569—1562), кельи (XVII — начало XVIII вв.), домик келаря (середина XVII века) и другие постройки.
На территории Большого Успенского монастыря расположены 2 объекта наиболее диссонирующие с общим ансамблем: Церковь Кирилла и Архимандричий корпус.